# Estación de Guimorcondo
Guimorcondo es una estación ferroviaria situada en el municipio español de Ávila, en la comunidad autónoma de Castilla y León, aunque cerca de la localidad de Tornadizos de Ávila. Cuenta con servicios de Media Distancia operados por Renfe.

## Situación ferroviaria
La estación se encuentra en el punto kilométrico 114,336 de la línea férrea de ancho ibérico que une Madrid con Hendaya a 1153,96 metros de altitud, entre las estaciones de Navalgrande y Ávila. El tramo es de vía doble y está electrificado.

## Historia
La estación fue inaugurada el 1 de julio de 1863 con la puesta en marcha del tramo El Escorial – Ávila de la línea radial Madrid-Hendaya. Su explotación inicial quedó a cargo de la Compañía de los Caminos de Hierro del Norte de España quien mantuvo su titularidad hasta que en 1941 fue nacionalizada e integrada en la recién creada RENFE. Desde el 31 de diciembre de 2004 Renfe Operadora explota la línea mientras que Adif es la titular de las instalaciones ferroviarias.

## La estación
Cuenta con un edificio para viajeros de cierta amplitud de dos pisos y planta rectangular revestido de piedra y completado con estructuras anexas. Dispone de dos andenes laterales al que acceden dos vías. Una tercera vía cruza la estación sin acceso a andén. Los cambios de andén se realizan a nivel.

## Servicios ferroviarios

### Media Distancia
En la estación para dos servicios diarios de Media Distancia operados por Renfe, uno de la relación Madrid - Ávila (comercializado como Regional) y otro de la relación Irún - Madrid (comercializado como MD).
| Línea MD | Servicio | Origen/Destino                   | Paradas intermedias | Destino/Origen      |
| -------- | -------- | -------------------------------- | --- | ------------------- |
| 21       | MD       | Irún                             | Lezo-Rentería · San Sebastián · Hernani-Centro · Andoáin-Centro · Villabona-Cizúrquil · Tolosa · Ordicia · Beasáin · Zumárraga · Legazpi · Alsasua · Araya · Salvatierra de Álava · Alegría de Álava · Vitoria · Miranda de Ebro · Briviesca · Burgos-Rosa Manzano · Palencia · Venta de Baños · Valladolid-Campo Grande · Medina del Campo · Arévalo · Ávila · Guimorcondo · Herradón-La Cañada · Navalperal · Las Navas del Marqués · El Pimpollar · Santa María de la Alameda-Peguerinos · Robledo de Chavela · Zarzalejo · El Escorial · Villalba | Madrid-Príncipe Pío |
| 51       | Regional | Madrid-Chamartín-Clara Campoamor | Madrid-Ramón y Cajal · Mirasierra-Paco de Lucía · Pitis · Pinar de Las Rozas · Las Matas · Torrelodones · Galapagar-La Navata · Villalba · San Yago · Las Zorreras-Navalquejigo · El Escorial · Zarzalejo · Robledo de Chavela · Santa María de la Alameda-Peguerinos · El Pimpollar · Las Navas del Marqués · Navalperal · Herradón-La Cañada · Guimorcondo | Ávila               |